# تیجیندر پال سینگ تور
تیجیندر پال سینگ تور (انگلیسی: Tejinder Pal Singh Toor؛ زادهٔ ۱۳ نوامبر ۱۹۹۴) ورزشکار اهل هند است.